# Sermon joyeux
Sermon joyeux (fr. wesołe kazanie) – średniowieczny francuski gatunek teatralny.
Gatunek miał formę monologu dramatycznego wywodzącego się z tzw. świąt błazeńskich (fêtes des fous). Stanowił jednocześnie parodię kazania kościelnego – wypaczał sens tekstu zaczerpniętego z Biblii lub opowiadał w podobny sposób o sprawach życia codziennego. Zachowało się około czterdziestu tego rodzaju utworów, z których najstarszy pochodzi z XII wieku. Największą wartość artystyczną ma dzieło Franc-Ancher de Bagnolet (Wolny Łucznik z Bagnoletu), pochodzące z połowy XV wieku.